# Joseph Weber
Joseph Weber (n. 12 iunie 1846, Voievodeasa, Imperiul Austriac – d. 24 martie 1918, Chicago, Illinois, SUA) a fost un cleric romano-catolic german, care a îndeplinit funcția de arhiepiscop ad-personam și episcop auxiliar de Liov (Lemberg).

## Biografie
Joseph Weber s-a născut în satul Fürstenthal din Ducatul Bucovina (Imperiul Austriac). Astăzi localitatea se numește Voievodeasa și face parte din județul Suceava (România).
La 2 decembrie 1895 Joseph Weber a fost numit episcop auxiliar al Arhidiecezei de Liov, cu titulatura de episcop de Temnus. El a fost consacrat ca episcop la 29 decembrie 1895 de către arhiepiscopul Seweryn Morawski de Lemberg, asistat de arhiepiscopul titular Karol Hryniewicki (fost episcop de Vilnius) și de arhiepiscopul armeano-catolic Izaak Mikołaj Isakowicz de Liov. În calitate de episcop Joseph Weber a participat la consacrările episcopale ale lui Andrei Șeptițchi ca episcop greco-catolic de Stanislav (în prezent Ivano-Frankivsk) (17 septembrie 1899) și Anatol Nowak ca episcop auxiliar de Cracovia (30 decembrie 1900).
Joseph Weber a primit la 15 aprilie 1901 titlul de arhiepiscop ad-personam titular de Darnis, rămânând în continuare ca episcop auxiliar de Lemberg. În calitate de episcop auxiliar de Lemberg, el a îndeplinit și funcția de vicar episcopal pentru Bucovina (1895-1906). În noiembrie 1902 el a încredințat preoților călugări din Ordinul Fraților Misionari Lazariști pastorația Parohiei Cacica. Cu sprijinul său a fost începută în anul 1903 construcția unei noi biserici pe locul bisericii demolate și a unei case parohiale. La data de 16 octombrie 1904 Biserica romano-catolică din Cacica a fost sfințită de către arhiepiscopul de Lemberg Józef Bilczewski și de auxiliarul său, arhiepiscopul Joseph Weber.
Arhiepiscopul Joseph Weber a demisionat din funcție la 26 mai 1906, la vârsta de 60 ani. Începând cu 24 iunie 1906 și până la moarte a slujit ca membru al Congregației Învierii Domnului Nostru Isus Cristos (lazariștii).